# Carlo Calenda
Carlo Calenda (* 9. dubna 1973, Řím) je italský politik. V letech 2016 až 2018 zastával funkci ministra hospodářského rozvoje, v letech 2019–2022 byl poslancem Evropského parlamentu a od voleb 2022 je senátorem. Původně byl členem Občanské volby Maria Montiho, později působil za Demokratickou stranu. Tu v roce 2019 opustil a založil vlastní stranu Akce.

## Životopis

### Raný život a vzdělání
Carlo Calenda se narodil 9. dubna 1973 v Římě do rodiny s aristokratickými kořeny. Jeho otec Fabio je novinář a jeho matka Cristina je režisérka, scenáristka a novelistka. Přes svůj původ jako náctiletý vstoupil do mládežnické organizace Italské komunistické strany. Později získal magisterský titul v oboru práv na univerzitě La Sapienza.

### Kariéra v byznysu
Před vstupem do politiky byl Calenda úspěšným manažerem. Od roku 1998 pracoval v automobilce Ferrari se zaměřením na vztahy s bankami a zákazníky. Mezi lety 2003 a 2004 působil v televizi Sky Italia, následně se přesunul do italského svazu zaměstnavatelů Confindustria, kde pracoval ve vysokých manažerských pozicích orientovaných na mezinárodní záležitosti. V roce 2008 se stal generálním ředitelem firmy Interporto Campano; v této funkci setrval do roku 2013.

### Politická kariéra

#### Nižší administrativní funkce
V roce 2012 vstoupil do liberální strany premiéra Maria Montiho Občanská volba. V parlamentních volbách následujícího roku za ni neúspěšně kandidoval do Poslanecké sněmovny. Po volbách byl nicméně jmenován zástupcem ministra hospodářského rozvoje ve středolevicové vládě Enrica Letty a vládě Mattea Renziho. V lednu 2016 ho premiér Renzi přesunul na post stálého zástupce Itálie při Evropské unii.

#### Ministr hospodářského rozvoje
Již v květnu téhož roku ale byl jmenován ministrem hospodářského rozvoje. Ve funkci působil až do parlamentních voleb 2018.

Před jmenováním do úřadu byl Calenda považován za zastánce svobodného obchodu a globalizace. Jako ministr ale byl charakterizován zejména opozicí vůči nadnárodním korporacím a obranou italských pracujících.

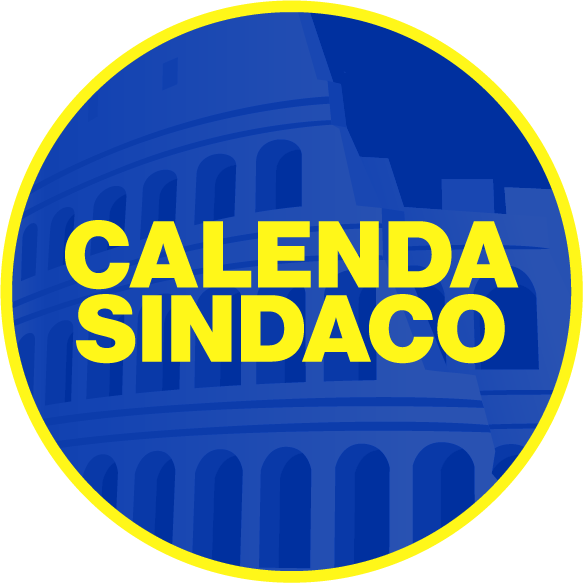
Logo kandidátky Calenda starostou pro komunální volby v Římě 2021.

#### Po volbách 2018
Ve volbách v roce 2018 Středolevicová koalice propadla a naopak triumfovala antisystémová hnutí jako Hnutí pěti hvězd a Liga severu. Carlo Calenda od roku 2015 působil jako nezávislý, po volbách ale vstoupil do Demokratické strany (PD). V ní prosazoval její reorganizaci pro boj proti populistickým partajím. Po vstupu do PD se stal kritikem představitelů centristické Třetí cesty ve středolevicové politice, jako právě Mattea Renziho. Komentátory je často označován jako zastánce dělnické třídy.

#### Eurovolby 2019 a založení Akce
V lednu 2019 založil vnitrostranickou platformu "Jsme Evropané" s cílem vytvoření společné středolevicové kandidátky pro volby do Evropského parlamentu v květnu téhož roku. V nich byl zvolen europoslancem ve volebním obvodě Severovýchodní Itálie s více než 270 000 hlasy.
V září 2019 vstoupila Demokratická strana do vlády s populistickým Hnutím pěti hvězd; to Calenda ostře zkritizoval. Následně z PD vystoupil a prohlásil, že je třeba založit nové liberálně progresivní hnutí. V listopadu pak platformu Jsme Evropané oficiálně přeměnil na politickou stranu, jež dostala název Akce.

#### Kandidatura na starostu Říma
V říjnu 2020 Carlo Calenda oznámil kandidaturu do funkce římského starosty ve volbách na podzim příštího roku. Jako svého kandidáta ho podpořila ještě Italia Viva a uskupení Více Evropy. V kampani tvrdě kritizoval tehdejší starostku z Hnutí pěti hvězd Virginii Raggi. V hlasování jej podpořilo bezmála 20 % voličů, skončil ale na třetím místě, a do druhého kola tak nepostoupil. Společná kandidátka tří stran, které ho podpořily, nicméně získala největší počet hlasů ze všech politických stran.